# Plectrocnemia plicata
Plectrocnemia plicata is een schietmot uit de familie Polycentropodidae. De soort komt voor in China.